# Друзин, Валерий Павлович
Вале́рий Па́влович Дру́зин (26 октября [8 ноября] 1903 года, Сестрорецк Санкт-Петербургской губернии — 28 декабря 1980 года) — русский советский литературовед, критик и педагог, редактор. Член ВКП(б) (1944), член ЦРК КПСС (1952—1956).

## Биография
В 1910-1920-х годах жил в Иркутске, с 1922 года выступал как литературный критик.
Участвовал в травле Зощенко.
В 1930—1941 годах доцент кафедры русской литературы Саратовского университета, Саратовского пединститута, заведующий кафедрами русской литературы Астраханского и Ленинградского педагогического институтов.
Участник Великой Отечественной войны. Работал заведующим сектором печати Ленинградского горкома ВКП(б).
В 1946—1947 годах редактор отдела критики, в 1947—1957 годах главный редактор журнала «Звезда». Назначен после выхода Постановления оргбюро ЦК ВКП(б) «О журналах „Звезда“ и „Ленинград“».
Член Центральной ревизионной комиссии КПСС (1952-1956).
В 1957—1959 годах — заместитель главного редактора и член редколлегии «Литературной газеты», исполняющий обязанности главного редактора; в 1959 году — заместитель Председателя Правления Союза писателей РСФСР.
Профессор, заведующий кафедрой советской литературы в Литературном институте им. А. М. Горького. Преподавал также в МГПИ им. В. И. Ленина. Как вспоминал о нем Анджей Дравич: "он приезжал в Польшу, где своим поведением и либеральностью взглядов произвел наилучшее впечатление. «Европеец!» – лаконично охарактеризовал его З."
Был женат на литературном критике Раисе Мессер.

## Труды
- «Вблизи и на расстоянии» (1975) — серия литературно-критических портретов поэтов-шестидесятников